# Kejiaquan
Kejiaquan (客家拳, pugilato degli Hakka, pugilato della famiglia ospite) è uno stile di arti marziali cinesi, classificabile come Nanquan e praticato dalla minoranza Kejia (客家) più conosciuta in occidente come Hakka. Il Kejiaquan in realtà si riferisce all'insieme di stili praticati dall'etnia Hakka in Guangdong: Zhujiaquan (朱家拳); Liujiaquan (刘家拳); Diaojiaquan (刁家拳); Zhongjiaquan (钟家拳); Lijiaquan (李家拳); Yuejiaquan (岳家拳); Liuminquan (流民拳); Liu Fengshan Pai (刘凤山派); Kunlunquan (昆仑拳); Niujiaquan (牛家拳); ecc.
Queste sono le armi utilizzate nel Kejiaquan: gun (棍); gan (杆); shuangdao (双刀); Tiěchǐ (铁尺); se (色); gou (勾); lian (镰); katou (卡头); dadao (大刀).

## Zhujiaquan
Zhujiaquan (朱家 pugilato della famiglia Zhu) o Zhujiajiao (朱家教, insegnamento o dottrina della famiglia Zhu) è uno stile delle arti marziali cinesi che è classificabile come Nanquan ed appartiene agli stili praticati dalla minoranza Hakka (Kejiaquan). Questa scuola è diffusa nella provincia di Guangdong in particolare nelle aree amministrative di Wuhua (五华), Meixian (梅县), Zijin (紫金), Shantou (汕头), Xingning (兴宁) e Meizhou (梅州).

### Origini
Si racconta che lo Zhujiajiao sia nato dopo la rivolta dei Taiping allo scopo di sconfiggere la dinastia Qing e che, per sottolineare questo ruolo sovversivo, il nome Zhujiaquan (朱家拳) si riferisca al fondatore della dinastia Ming, Hongwu (洪武), che in origine si chiamava Zhu Yuanzhang. Infatti uno dei rivoltosi ricercati, con speciali abilità marziali, per far perdere le proprie tracce, avrebbe cambiato il proprio cognome in Zhu.
Questo personaggio sarebbe Zhu Huanger (朱黃二), che in età avanzata fece ritorno alla propria casa natale (Wuhua) ed insegnò a Zhu Yanan (朱亞南). Zhu Yanan tramandò a sua volta il pugilato al proprio figlio Zhu Jin (朱進).
Un maestro molto importante in Shantou nell'era repubblicana è stato Huang Zhenqiang (黃振強).
Secondo Bob Melia e John Farrell vi sarebbe un grande maestro di questo stile che si chiama Chu Shiu Woon che sarebbe fuggito ad Hong Kong durante la rivoluzione culturale.

### Taolu
- Queste sono le forme praticate nell'area di Shantou: Cuwuxiang (粗五项)； Youwuxiang (幼五项)； Qixingbu (七星步)； Duishou (对手)； Fengzhao Sanjiao zhang (凤爪三角掌)； Heshou (和手).
- Queste le forme dell'area di Meizhou: Bairi zhao (百日早)； Zhi Yaoshou (直摇手)； Qu Yaoshou (曲摇手)； Shang Xigaiquan (上栋膝拳); armi: Shiba pai dian gun (十八排点棍); Combattimenti prestabiliti detti Duichai (对拆): il Duiquan (对拳, pugilato in coppia).

## Liujiaquan
Il Liujiaquan (刘家拳, pugilato della famiglia Liu) è più conosciuto nella pronuncia cantonese Laugarkuen. Esso è uno dei Guangdong wu daming quan.
La paternità di questo stile è attribuita a Liu Yiyan (刘一眼), a Liu Sheng (刘生) oppure a Liu Qingshan (刘青山), tutti marzialisti cantonesi.
Questo stile ha come Taolu a mano nuda: Dayuntian (大运天); Xiaoyuntian (小运天); Shiquan (十拳); Tianbianyan (天边雁); Batugong (八图功); Liujia Wuxingquan (刘家五形拳).
Con le armi: Liujia dao (刘家刀); Liujia gun (刘家棍).

## Diaojiaquan
Diaojiaquan (刁家拳, pugilato della famiglia Diao) o Diaojiajiao (刁家教 , insegnamento della famiglia Diao) è uno stile di arti marziali cinesi classificabile come Nanquan diffuso nella provincia di Guangdong. Lo stile è stato tramandato nell'area di Xingningxian (兴宁县) da Diao LongKang (刁龙康) e Diao Hulong (刁火龙). Lo stile ha circa 200 anni di storia.
Esso possiede 8 Taolu a mano nuda: Jinziquan (金字拳), Pinziquan (品字拳), Yuanziquan (圆字拳), Kouziquan (口字拳), Gongziquan (工字拳), Jingziquan (井字拳), Chuanyangquan (穿羊拳), Zhaojingquan (照镜拳). Cinque armi ed i seguenti esercizi in coppia (Duichai): guandao dui batou (关刀对钯头), dao dui dao (刀对刀), gun dui gun (棍对棍), gun dui deng (棍对凳), Kongshou dui dao (空手对刀).

## Zhongjiaquan
Zhongjiaquan (钟家教, pugilato della famiglia Zhong) è uno stile di arti marziali cinesi classificabile come Nanquan diffuso nella provincia di Guangdong. Lo stile è stato tramandato nell'area di Xingningxian (兴宁县) da Zhong Yougu (钟佑古), che era stato allievo di Wu Zongjun (吴宗钧) del Fujian.
Questi i Taolu: Ruanquan niansi shou (软拳廿四手, 24 mani di pugilato morbido)，Yingquan niansi shou (硬拳廿四手, 24 mani di pugilato duro).
Questi gli esercizi di combattimento (Sanshou): Shuangshou hui (双手会, incontro di due mani), Bao li duanzhang (豹力断掌palmo che spezza la forza del leopardo), Shuang long qiang zhu (双龙抢珠i due draghi si contendono la perla).
Come Duichai (对拆, attaccarsi in coppia, nome utilizzato per i Duilian) ha Liangren Duichai (两人对拆).

## Lijiaquan
Lijiaquan (李家拳, pugilato della famiglia Li), più famoso come Ligar kuen (in cantonese), è uno stile di arti marziali cinesi, classificabile come Nanquan. Esso è uno dei Guangdong wu daming quan.

### Origini
Una tradizione vuole che sia stato creato nel 1782 da Li Yi (李义), di un villaggio dell'Henan che attualmente si chiama Anmidicun (岸米地村), del distretto amministrativo di Huicheng (惠城). Un'altra ne attribuisce la creazione al bonzo Li Xikai (李锡开僧人) del tempio Shaolin ed in seguito tramandata nel Guangdong, a Xinhui (新会), da Li Youshan (李友山). Youshan avrebbe insegnato come base lo Shaolin Wuxingquan (少林五形拳).
Si dice che questa scuola del sud unisca però in sé anche caratteristiche della scuola del Nord.
Yan Jingshan (严景山) è una sedicesima generazione di Lijiaquan.

### Taolu
Questo stile possiede come forme: Wulianshou (五连手); Zhongliulian (中六连); Qilianshou (七连手); Sanshiliu zhou (三十六肘); Shaoda (哨打); Duankou (短扣); Zi niu lianhuangun (子午连环棍); Shuangtou da quandian gun (双头大圈点棍); Jinsuo lianhuan shuangdao (金锁连环双刀).

## Liuminquan
Liuminquan (流民拳, pugilato dei rifugiati) è uno stile di arti marziali cinesi classificabile come Nanquan. È praticato dalla minoranza Hakka e quindi è un Kejiaquan.
Nella contea di Wuhuaxian (五华县), nell'area amministrativa di Meizhou (梅州), si pratica un Liuminquan che si racconta essere stato trasmesso durante l'epoca della dinastia Qing da Yuan Shoushi (袁寿士) a sua moglie Chen Yajiu (陈亚九) e grazie a questi due personaggi si sarebbe sparso nell'area.
Nell'area amministrativa di Hukouxiang (湖口鄉) questo pugilato è detenuto dalla famiglia Zhang (張家).
La scuola di Wuhuaxian possiede 41 forme: Tianwang tuo ta (天王托塔, la divinità prende in mano la pagoda);  Guo jishou (过机手); Jian xin (箭新); Long Cheshui (龙车水); San daozhang (三刀掌); Wu zhishou (乌指手); Fazhang chongquan (反掌冲拳); Zhujia paoshou (朱家炮手, L'artigliere della famigli Zhu); Qian chongquan (前冲拳); Cha shou (杈手); Guanyin zuo lian (观音坐莲, Guanyin seduta nella posizione del loto); Meinu zhao jing (美女照镜, le lenti della bella donna brillano); Guodi chou xin (锅底抽薪); Jiyu bian bei (鲫鱼扁背); Xiongying zhanchi (雄鹰展翅, l'aquila possente sbatte le ali); Po zhang fei zhou (颇掌飞肘); Jinji duli (金鸡独立, il gallo d'oro in equilibrio su una gamba); Ge zhang tan ti (割掌弹踢); Peng gou da rou (抨勾搭肉); Jiandao jian xue (尖刀见血, il pugnale sente il sangue); Jin hou qiang shi (金猴抢食 la scimmia d'oro si affretta a mangiare); Bi jia hou tiaoqing (比佳猴调情); Xiannu lagong (仙女拉弓, la donna immortale tende l'arco); Dao pi Huashan (刀劈华山, la sciabola fende la montagna Hua); Fei ti you chongquan (飞踢右冲拳); dao chong Paoquan (倒冲炮拳); Jiu zhan shou (九斩手); Li dao xue zhu (利刀削竹, utilizzare la sciabola per tagliare il bamboo); Jiu fei zhi (九飞指, nove dita volanti); Wuya shai chi (乌鸦晒翅, il corvo espone le ali al sole); Mian zhuang (眠桩, in origine si chiamava Lao ji kai shan老妓开膳, cioè la vecchia prostituta inizia a mangiare）;  Yinyang Baguazhang (阴阳八卦掌); Fei zhou (飞肘, gomito volante); dandao zhiru (单刀直入); Tiao ji (挑击); Zuo xi you bo (左西右拨); Shangbu tan ti (上步弹踢, calcio elastico avanzando con un passo); Mantianxing (满天星, un cielo pieno di stelle); Luosiquan (螺丝拳); Huangfeng juan chao (黄蜂卷巢); Shou zhuang (收桩).

### Il Liuminquan a Taiwan
Oggi a Formosa lo stile è rappresentato da Li Guangming (李光铭) che è una seconda generazione in quel posto e considerato direttore della scuola (Zhangmen, 掌门).
Li Guangming è anche il presidente dell'Associazione Cinese del Liuminquan (Zhonghua Liuminquan zxiehui 中華流民拳協會) che ha sede a Taipei (台北) e si occupa di diffondere e preservare questo stile.

## Liu Fengshan Pai
Liu Fengshan Pai (刘凤山派, scuola di Liu Fengshan) è una scuola di arti marziali cinesi classificabile come Nanquan. Diffusa nel Guangdong, in particolare nella contea di Meixian (梅县), è praticato dalla minoranza Hakka e quindi considerato Kejiaquan. Il nome è dovuto al fatto che questo stile è stato creato da Liu Fengshan, originario di Potoukeng (坡头坑) nell'area amministrativa di Dabuxian (大埔县). Liu Fengshan sarebbe nato circa a metà dell'epoca della dinastia Qing e si sarebbe guadagnato da vivere come venditore ambulante di medicine e come insegnante.
Questo stile praticato in Dabuxian possiede 14 Taolu senza armi, 12 Taolu con armi, e 9 Duichai (对拆, demolire in coppia).
Questi alcuni nomi di forme che si studiano in questa scuola nella contea di Chaoshan: Shuangli (双力), Sha Simenquan (杀四门拳), Pan ya Duichai (盘雅对拆)

## Kunlunquan
- Kunlunquan (昆仑拳, pugilato del Kunlun) è uno stile di arti marziali cinesi diffuso nella provincia del Guangdong. Siccome è praticato dalla minoranza Hakka è considerato un Kejiaquan. Viene ufficialmente inserito tra gli stili Nanquan, ma ha origine nel nord della Cina, infatti è stato tramandato nel 1880 da Huang Huilong (黄辉龙) o Huang Feilong (黄飞龙), originario di Jinan nella provincia di Shandong. Huang Shuangqing, un praticante odierno di questo stile, è considerato sessantasettesima generazione, a testimonianza di quanto venga considerato antico lo stile.
- Secondo Yun Suifeng ci sono tradizioni orali che affermano che il Kunlunquan praticato a Chaoshan in Guangdong proverrebbe da un emigrante dell'Henan.[5][6]
- Esiste anche un Kunlunquan diffuso nell'area di Cangxian in Hebei. Esso sarebbe stato trasmesso da Luo Hongde (罗洪德) che fu legato a Feng Yuxiang.

### Taolu del Kunlunquan di Huang Huilong
- Queste le forme a mano nuda: Sixiangquan (四象拳[7]); Wuxingquan (五行拳,[8]); Erlongquan (二龙拳[9]); Liu Gong Panxuan Zhang (刘公盘旋掌[10]); Maziquan (马子拳[11]); Wuji Wushou (无极五手[12]); Bafazhang (八法掌[13]); Kuiwuquan (魁武拳[14]); Qishier chui (七十二捶[15]); Weishi Ba Guan (卫士坝关); Huimen Ba Da (回门八打); Bagua (八挂); Jiu Gun Shiba Da (九滚十八打); Ditang (地躺); Hu bao shuang xing (虎豹双刑); Xique Shuangzhi (喜鹊双枝); Erdu mei ( 二度梅); ecc.
- Queste le forme con armi: Baihe dandao (白鹤单刀[16]); Bagua Qixing Taiyang jian ([17]); qiang (枪); Chunqiu dadao (春秋刀); bandeng (板凳); ji (戟); Gou lian qiang (勾镰枪); tiao gun (条棍); ecc.
- Questi gli esercizi in coppia: Kongshou Duida (空手对打, Battersi in Coppia senza armi); Duangun duida (短棍对打, battersi in coppia con il bastone corto); Shuangdao duida (双刀对打, battersi in coppia con le doppie sciabole); gun dui bandeng (棍对板凳, bastone contro sgabello).